# Erylus caliculatus
Erylus caliculatus är en svampdjursart som beskrevs av Lendenfeld 1910. Erylus caliculatus ingår i släktet Erylus och familjen Geodiidae.
Artens utbredningsområde är havet kring Hawaii. Inga underarter finns listade i Catalogue of Life.